# Daulis

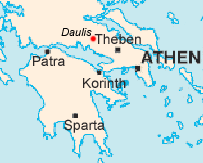
Karte von Griechenland mit der Lage von Daulis

Daulis (altgriechisch Δαυλίς, auch Daulia, Dauleia) war eine antike Stadt in der griechischen Landschaft Phokis.
Die griechische Mythologie nennt Daulis als Heimat des Tereus. Auch Homer erwähnt die Stadt, die nach einer gleichnamigen Nymphe (der Tochter des Flussgottes Kephisos) benannt worden sein soll.
Während der Perserkriege wurde Daulis 480 v. Chr. erstmals zerstört.
395 v. Chr. wurde die Stadt von Theben angegriffen.
346 v. Chr. wurde Daulis im Dritten Heiligen Krieg erneut zerstört.
220 v. Chr. griffen die Aitoler die Stadt an.
198 v. Chr. nahmen die Römer unter Titus Quinctius Flamininus die Stadt ein.
In der Spätantike war Daulis Bischofssitz (auf das Bistum geht das Titularbistum Daulia der römisch-katholischen Kirche zurück). Reste der Stadtmauern sind heute noch bei dem Ort Davlia zu sehen.